# Ipodoryctes tricoloricornis
Ipodoryctes tricoloricornis är en stekelart som beskrevs av Granger 1949. Ipodoryctes tricoloricornis ingår i släktet Ipodoryctes och familjen bracksteklar. Inga underarter finns listade i Catalogue of Life.